# Like a Dragon: Pirate Yakuza in Hawaii
Like a Dragon: Pirate Yakuza in Hawaii (龍が如く８外伝パイレーツ イン ハワイ, Ryū ga Gotoku 8 Gaiden: Pirates in Hawaii) é um jogo eletrônico de ação-aventura desenvolvido pelo Ryu Ga Gotoku Studio e publicado pela Sega. Ele é derivado da série Like a Dragon. Ambientado depois dos eventos de Like a Dragon: Infinite Wealth (2024), Pirate Yakuza in Hawaii estrela o personagem Goro Majima que, depois de ficar preso em uma ilha e perder a memória, passa a liderar sua própria tripulação de piratas para encontrar um tesouro escondido.
Pirate Yakuza in Hawaii foi lançado para PlayStation 4, PlayStation 5, Windows, Xbox One e Xbox Series X/S em 21 de fevereiro de 2025. O jogo foi recebido de forma geralmente positiva pela crítica.

## Jogabilidade
Em Pirate Yakuza in Hawaii, o jogador controla Goro Majima enquanto explora quatro locais diferentes: Rich Island, uma ilha remota próxima ao Havaí; Madlantis, uma ilha secreta frequentada por criminosos e piratas; Nele Island, a base do grupo religioso Palekana; e Honolulu, o cenário principal de Infinite Wealth.
Semelhante aos títulos anteriores da série Like a Dragon, Pirate Yakuza in Hawaii utiliza um sistema de combate do tipo beat 'em up. Majima tem acesso a dois estilos de luta: Mad Dog, que é o estilo característico de Majima, focado na velocidade; e Sea Dog, que permite a Majima empunhar dois cutelos e pistolas, além de outras ferramentas piratas. Uma nova adição ao sistema de combate é a capacidade de pular e realizar combos no ar.
Além do combate normal, os jogadores também podem montar uma tripulação pirata e aprimorar seu próprio navio, o Goromaru, que pode ser usado para explorar o mar aberto e entrar em combate com outros navios piratas. O combate entre navios ocorre em tempo real, e os jogadores também podem embarcar em navios inimigos para combater sua tripulação e derrotar seu capitão.
Pirate Yakuza in Hawaii apresenta o retorno de vários minijogos de títulos anteriores da série Like a Dragon, como karaokê, Crazy Delivery e Dragon Kart. Além disso, uma nova atividade secundária, Masaru's Love Journey, concentra-se em Majima recrutando "Minato Girls" para sair com um dos personagens do jogo, Masaru Fujita. Como em outros títulos da série, Pirate Yakuza in Hawaii inclui versões desbloqueáveis de jogos antigos da Sega, como os jogos para Master System e SG-1000 Poseidon Wars 3-D, Space Harrier 3-D e Star Jacker, e o jogo de arcade The Ocean Hunter.

## Enredo
Like a Dragon: Pirate Yakuza in Hawaii se passa seis meses após os eventos de Like a Dragon: Infinite Wealth (2024) e estrela o ex-yakuza do Clã Tojo, Goro Majima, como único personagem jogável. Por circunstâncias desconhecidas, Majima ficou preso na Rich Island, sem nenhuma lembrança de sua vida passada. Ao ser salvo por um garoto chamado Noah Rich, Majima se vê envolvido em um novo conflito, que envolve piratas havaianos locais e ex-membros da Yakuza do Japão. Ele se torna o capitão de uma nova tripulação de piratas e parte em busca do Esperanza, um antigo navio pirata que dizem conter um valioso tesouro, bem como para recuperar suas memórias.
Além de Majima e Noah, o elenco de personagens inclui Jason Rich, pai de Noah e ex-caçador de tesouros, dono de um bar na Ilha Rich; Masaru Fujita, um chef habilidoso que se junta à tripulação do Majima; Teruhiko Shigaki, um ex-patriarca do Clã Tojo que se ofereceu para limpar a poluição na Ilha Nele; Rodriguez, um discípulo do grupo religioso Palekana; Mortimer, um pirata carismático que lidera a Armada Mortimer; Moana Rich, a filha do meio de Jason, que o ajuda a administrar o bar; Naomi Rich, a filha mais velha de Jason, que foi para Honolulu estudar na faculdade; Queen Michele, a governante de Madlantis; Raymond Law, o gerente do Coliseu Pirata de Madlantis; e Spade Tucker, um agiota de Nova York que também está à caça do Esperanza. Os personagens que retornam dos títulos anteriores da série Like a Dragon incluem Taiga Saejima, irmão juramentado de Majima e colega ex-yakuza; Nishida e Daisaku Minami, ex-membros da família yakuza de Majima; e Ichiban Kasuga, um ex-yakuza que já cruzou o caminho de Majima.

## Desenvolvimento e lançamento
Pirate Yakuza in Hawaii foi desenvolvido como uma expansão independente para Infinite Wealth, após o sucesso do jogo derivado Like a Dragon Gaiden: The Man Who Erased His Name (2023). De acordo com o diretor do Ryu Ga Gotoku Studio, Masayoshi Yokoyama, o conceito de Gaiden foi um risco devido ao seu tamanho e escala mais compactos. Porém, devido à sua recepção positiva, permitiu que a equipe desenvolvesse a série mais profundamente. Yokoyama pensou em escrever uma história que retratasse Goro Majima como uma continuação de Infinite Wealth e escolheu o ângulo pirata como uma maneira de fazer as coisas de forma diferente do que a equipe normalmente fazia.
O desenvolvimento começou pouco antes do lançamento de Infinite Wealth, e o jogo foi mencionado pela primeira vez por Yokoyama em dezembro de 2023. Yokoyama estimou que a história principal seria 1,3 a 1,4 vezes maior do que a de Gaiden, enquanto a seção de aventura seria muito maior devido à adição de novos locais. O Havaí foi escolhido como local principal, pois a equipe não queria parar de usar o cenário depois de apenas um jogo.
Em maio de 2024, o RGG Studio organizou uma audição para “Minato Girls”, semelhante aos concursos de audição de jogos anteriores, em que as vencedoras seriam escolhidas para aparecer no então não anunciado novo jogo da série Like a Dragon, além de realizar atividades promocionais. As cinco vencedoras finais foram anunciadas em 19 de julho de 2024. Durante o mesmo mês, o estúdio confirmou que revelaria seu novo jogo na Tokyo Game Show 2024.
Em setembro de 2024, o RGG Studio realizou a transmissão ao vivo do evento RGG Summit 2024, onde revelou pela primeira vez Pirate Yakuza in Hawaii, apresentou o elenco de dubladores do jogo e falou sobre o sistema de combate e as novas atividades. Em outubro de 2024, o estúdio lançou um segundo trailer detalhando o sistema de combate naval, ao mesmo tempo em que confirmou uma nova data de lançamento de 21 de fevereiro de 2025, adiantada em uma semana em relação à data original. Além disso, a atualização do dia de lançamento do jogo adicionou vozes em inglês e chinês; as vozes em japonês foram incluídas no jogo base.

## Recepção
Like a Dragon: Pirate Yakuza in Hawaii foi recebido de forma "geralmente favorável" pela crítica especializada, de acordo com o agregador de críticas Metacritic. Apesar de elogios generalizados ao conteúdo secundário do jogo e ao tema de piratas, a jogabilidade naval foi criticada por sua repetitividade e o enredo por sua superficialidade.
Giovanni Colantonio, da Digital Trends, observou que, embora o jogo troque uma escrita forte por um pastiche pirata com resultados variados, ele brilha quando "me lembra que Like a Dragon é mais do que seus momentos dignos de meme". Matt Elliott, da Eurogamer, elogiou a abordagem "rica e renovadora" do jogo à fórmula Yakuza, destacando seus "momentos dramáticos grandiosos", apesar de inicialmente questionar sua saída de Kamurocho. Richard Wakeling, da GameSpot, elogiou o jogo por colocar o favorito dos fãs, Goro Majima, de volta ao centro das atenções com um "desvio adequadamente excêntrico para a pirataria bucólica", embora tenha mencionado que a história não se aprofunda o suficiente na personalidade de Majima.
O tema pirata do jogo permitiu que o Ryu Ga Gotoku Studio experimentasse novas ideias e, embora o combate naval tenha recebido críticas mistas, o tema em si foi visto como uma adição bem-vinda. Críticos como Ashley Schofield, da PCGamesN, apreciaram o retorno do jogo ao combate beat 'em up e sua exploração introspectiva do caráter de Majima, embora a narrativa principal tenha sido descrita como sinuosa e com reviravoltas previsíveis. Tristan Ogilvie, da IGN, considerou o jogo um "spin-off encantador" que alterna entre a violência de rua e a pirataria, mantendo o humor característico da série, embora a repetitividade dos cenários de algumas ilhas menores tenha sido um ponto negativo.
Um dos pontos de destaque na recepção do jogo foi o conteúdo secundário e as interações com os personagens. Críticos como Liam Croft, da Push Square, elogiaram a ação familiar de Like a Dragon combinada com novas reviravoltas com um tema pirata, embora reconhecendo que a história não se equipara aos épicos da série principal. Jordan Middler, da Video Games Chronicle, concordou com o sentimento de que, embora o jogo proporcione experiências divertidas e familiares, alguns jogadores podem se sentir saturados de Like a Dragon, o que sugere a necessidade de um intervalo maior entre o lançamento dos jogos.